# نظام 12 ساعة

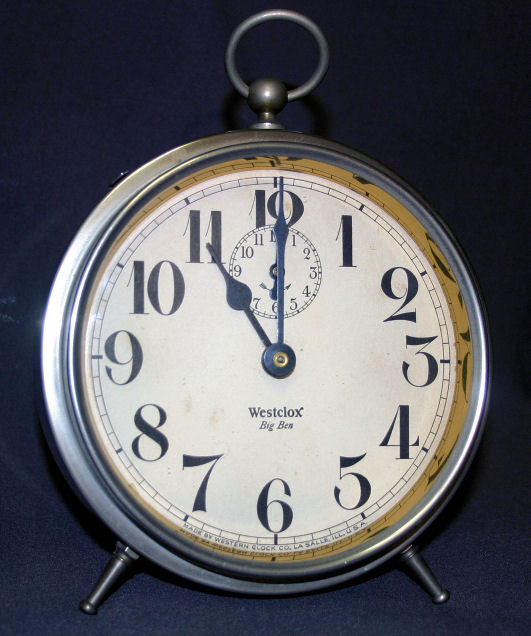

الوقت بصيغة ال12 ساعة هو ميثاق أو عرف زمني يقسم اليوم ذو الـ24 ساعة إلى دورتين، دورة ما قبل منتصف اليوم (بالإنجليزية: AM)‏ ودورة ما بعد منتصف اليوم (بالإنجليزية: PM)‏، وتتكون كل دورة منهما من 12 ساعة، حيث يمثل رقم 12 قيمة صفر ثم 1، 2، 3، 4، 5، 6، 7، 8، 9، 10، ثم 11.
تبدأ الدورة الأولي قبل منتصف اليوم من الساعة الثانية عشرة مساءً (12AM) إلى الثانية عشرة ظهراً (12PM) ثم تبدأ الدورة الثانية من الثانية عشرة ظهراً (12PM) وتنتهي بنهاية اليوم وبداية اليوم الجديد عند منتصف الليل (12AM). 
تطور نظام ال12 ساعة بمرور الوقت من منتصف الألفية الثانية قبل الميلاد وحتى القرن السادس عشر الميلادي.